# Karasjok
Kárášjohka (sami septentrional) Karasjok (noruego) es un municipio de Noruega, en la provincia de Finnmark. El centro administrativo del municipio es Karasjok. 
El municipio se encuentra a lo largo de la cuenca superior del río Deatnu / Tana, y sus afluentes Anárjohka y Kárášjohka, e incluye largos tramos de la alta meseta de Finnmarksvidda. El valle del río, a diferencia de la meseta, está cubierta por bosques de pino silvestre y abedul blanco.
En Karigasniemi hay un cruce oficial de frontera con Finlandia, y la ruta europea E6 pasa por aquí en su camino entre Lakselv a Deatnu - Tana. El aeropuerto más cercano está en Lakselv.

## Clima
| Parámetros climáticos promedio de Karasjok (últimos 10 años) | Parámetros climáticos promedio de Karasjok (últimos 10 años) | Parámetros climáticos promedio de Karasjok (últimos 10 años) | Parámetros climáticos promedio de Karasjok (últimos 10 años) | Parámetros climáticos promedio de Karasjok (últimos 10 años) | Parámetros climáticos promedio de Karasjok (últimos 10 años) | Parámetros climáticos promedio de Karasjok (últimos 10 años) | Parámetros climáticos promedio de Karasjok (últimos 10 años) | Parámetros climáticos promedio de Karasjok (últimos 10 años) | Parámetros climáticos promedio de Karasjok (últimos 10 años) | Parámetros climáticos promedio de Karasjok (últimos 10 años) | Parámetros climáticos promedio de Karasjok (últimos 10 años) | Parámetros climáticos promedio de Karasjok (últimos 10 años) | Parámetros climáticos promedio de Karasjok (últimos 10 años) |
| Mes                                                          | Ene.                                                         | Feb.                                                         | Mar.                                                         | Abr.                                                         | May.                                                         | Jun.                                                         | Jul.                                                         | Ago.                                                         | Sep.                                                         | Oct.                                                         | Nov.                                                         | Dic.                                                         | Anual                                                        |
| ------------------------------------------------------------ | ------------------------------------------------------------ | ------------------------------------------------------------ | ------------------------------------------------------------ | ------------------------------------------------------------ | ------------------------------------------------------------ | ------------------------------------------------------------ | ------------------------------------------------------------ | ------------------------------------------------------------ | ------------------------------------------------------------ | ------------------------------------------------------------ | ------------------------------------------------------------ | ------------------------------------------------------------ | ------------------------------------------------------------ |
| Temp. máx. media (°C)                                        | -10                                                          | -10                                                          | -5                                                           | 1                                                            | 7                                                            | 14                                                           | 18                                                           | 14                                                           | 9                                                            | 2                                                            | -6                                                           | -10                                                          | 2                                                            |
| Temp. mín. media (°C)                                        | -18                                                          | -18                                                          | -13                                                          | -5                                                           | 2                                                            | 7                                                            | 11                                                           | 8                                                            | 3                                                            | -2                                                           | -11                                                          | -16                                                          | -4.3                                                         |
| Fuente: 4 de diciembre de 2009                               |                                                              |                                                              |                                                              |                                                              |                                                              |                                                              |                                                              |                                                              |                                                              |                                                              |                                                              |                                                              |                                                              |